# Hărăști, Alba
Hărăști este un sat în comuna Vidra din județul Alba, Transilvania, România. La recensământul din 2002 nu avea niciun locuitor.